# Mosquée de la Kasbah (Marrakech)
Pour les articles homonymes, voir Mosquée de la Kasbah (homonymie).
Mosquée Moulay El Yazid
 La mosquée de la Kasbah  de Marrakech, aussi connue sous les noms de mosquée Moulay El Yazid (qui connait aussi la variante orthographique Moulay Lyazid) , de mosquée Mansouria, du laqab de son fondateur, ou de Mosquée aux pommes d'or est une mosquée construite à l'origine par le calife almohade Yaqub al-Mansour en 1185-1190. Elle est située dans l'ancienne kasbah de Marrakech, la citadelle ou le quartier royal. Avec la mosquée Koutoubia, c'est l'une des mosquées historiques les plus importantes de Marrakech.

## Histoire
La construction de la mosquée a probablement commencé vers 1185 et s'est terminée en 1190, à l'apogée de l'empire almohade,. Sa construction a été ordonnée par le calife almohade Yaqub al-Mansour (régnant de 1184 à 1199) dans le cadre du nouveau quartier de la kasbah impériale, nouveau lieu de résidence royal et siège du gouvernement. La décision de bâtir la citadelle s'insère dans une longue tradition de gouvernement répandue dans monde islamique (et au-delà), où l'on construit des cités-palais et des quartiers royaux séparés du reste du tissu urbain. La mosquée de la Kasbah a été construite pour être la mosquée du vendredi (ou la grande mosquée) du calife et du nouveau quartier royal, où le souverain allait assister aux prières.
Le prestige de la mosquée de la Kasbah et l'estime qu'on lui portait a largement survécu à la disparition de Yaqub al-Mansour et à celui de l'empire almohade, rivalisant même à certain égards avec celui de la Koutoubia. Dès l'époque des Mérinides et des émirs Hintata de Marrakech, des dirigeants et des personnalités importantes ont commencé à être enterrés dans un cimetière situé juste au sud de la mosquée, devenant finalement le site de la nécropole royale de la dynastie saadienne (connue de nos jours sous le nom de Tombeaux saadiens).
À la fin du XVIe siècle, la mosquée a été gravement endommagée par une énorme explosion dans un entrepôt de poudre à canon à proximité. La date exacte de l'incident n'est pas certaine, la première estimation étant 1562, tandis qu'une estimation plus récente suggère que l'explosion a eu lieu en 1573-1574. Dans tous les cas, le sultan saadien Moulay Abdallah al-Ghalib (qui règne de 1557 à 1574) a entrepris d'importantes réparations et restaurations à la suite de l'explosion, la partie sud de la mosquée ayant probablement été la plus endommagée. On pense que les réparations et la reconstruction ont assez fidèlement préservé la conception almohade d'origine, bien que la décoration en stuc visible à l'intérieur de la mosquée aujourd'hui soit probablement entièrement saadienne et ait remplacé toute décoration antérieure. Même après ces réparations, de longues fissures dans le minaret sont restées visibles jusqu'au XXe siècle.
Plus tard, le sultan alaouite Sidi Mohammed ben Abdallah (régnant de 1757 à 1790) a entrepris une autre série de restaurations d'envergure au cours de la seconde moitié du XVIIIe siècle. La coupole en bois à l'entrée centrale de la salle de prière de la cour date de cette époque, tout comme d'autres éléments. Malgré ces restaurations, il semble toujours que ces derniers sultans aient fidèlement conservé la forme de la mosquée d'origine, preuve de l'estime que l'on témoignait encore à cette mosquée.
Aujourd'hui, la mosquée est toujours utilisée pour la prière et les non-musulmans ne sont pas autorisés à entrer à l'intérieur (comme avec les autres mosquées du pays).

## Environnement urbain

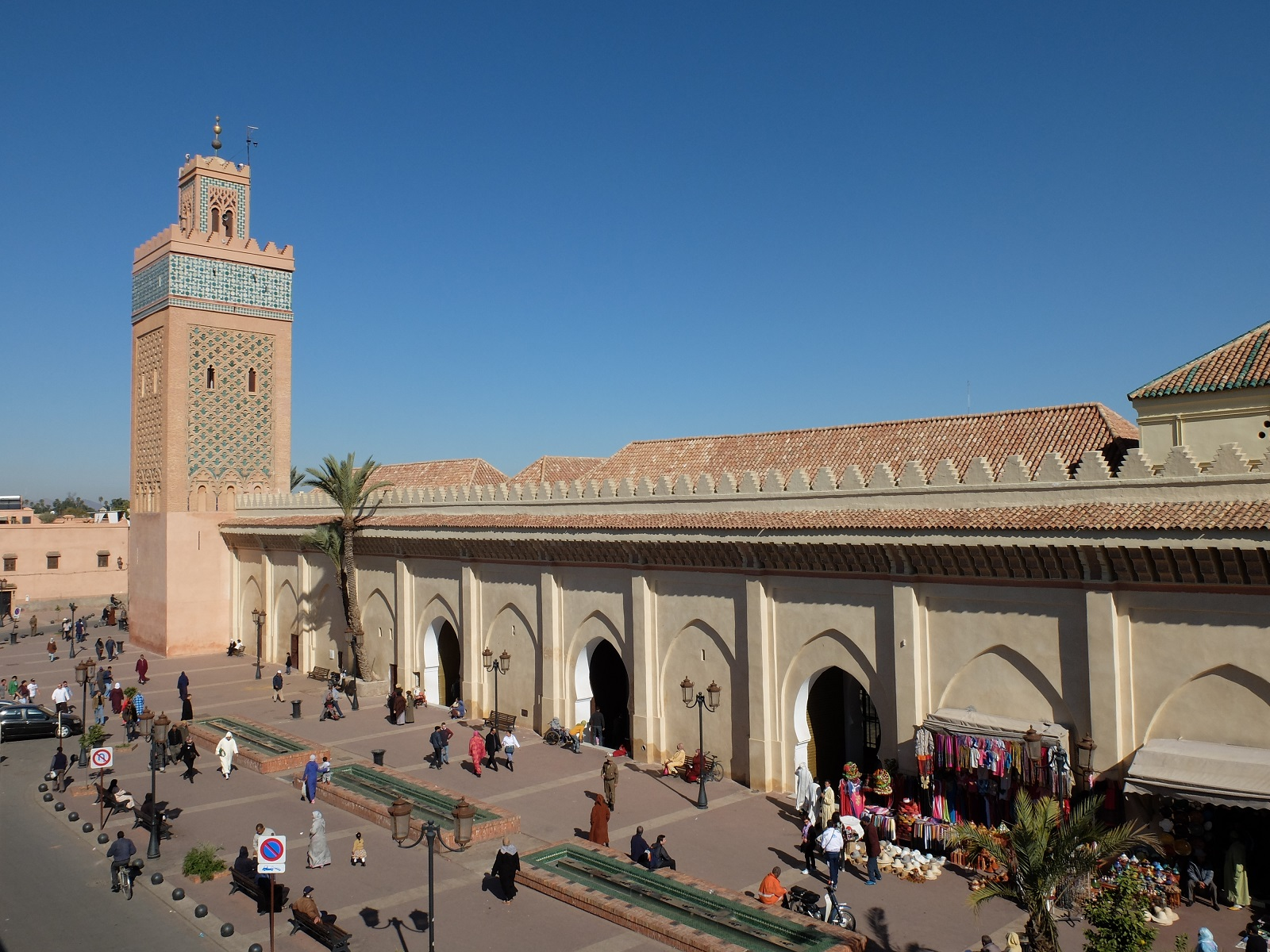
La mosquée de la Kasbah vue depuis un toit sur la place Moulay Lyazid.

La mosquée se trouve dans l'ancien quartier de la kasbah de Marrakech et est située non loin du palais El Badi et de l'actuel palais royal encore utilisé par le roi du Maroc de nos jours. L'esplanade qui l'entoure forme la place Moulay El Yazid, réaménagée au cours des années 2010, et qui compte de nos jours un nombre croissant de restaurants et de cafés. Non loin au sud de la mosquée se trouvent les Tombeaux saadiens, une nécropole dont les mausolées ornementés constituent une attraction touristique majeure à Marrakech. La mosquée est également très proche des remparts de la ville et de Bab Agnaou, l'une des portes les plus remarquables de Marrakech.

## Architecture

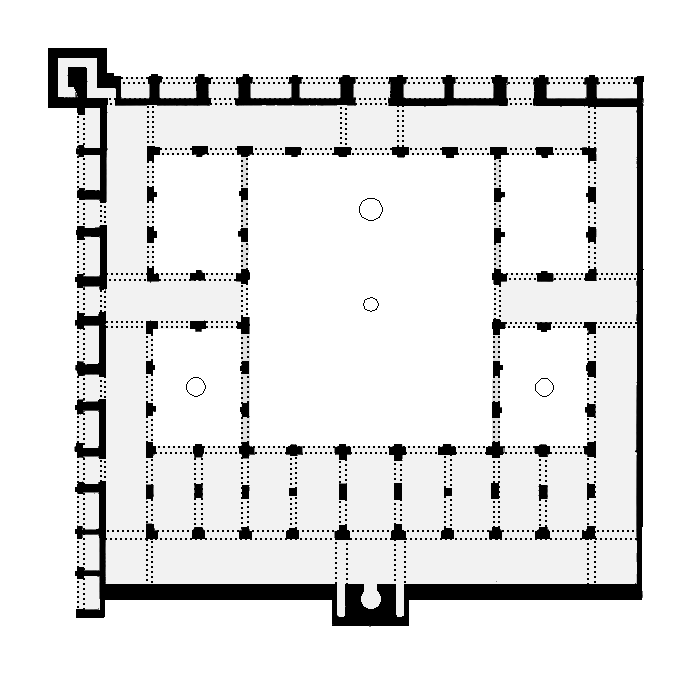
Plan de la mosquée, montrant la disposition des cours (certaines avec fontaines centrales ou bassins d'eau circulaires) et des espaces intérieurs. La structure carrée en haut à gauche est le minaret, et la niche en bas au milieu forme le mihrab.

### Extérieur

#### Murs extérieurs et façades
L'extérieur de la mosquée est imposant, avec de hauts murs couronnés le long du sommet par des merlons au-dessus d'une rangée de corbeaux. Le long des murs se trouvent de grands arcs outrepassés, dont la plupart sont désormais murés, tandis que certains encadrent les portes de la mosquée. Certaines de ces arches du côté sud-ouest de la mosquée abritent des emplacements commerciaux.

#### Le minaret

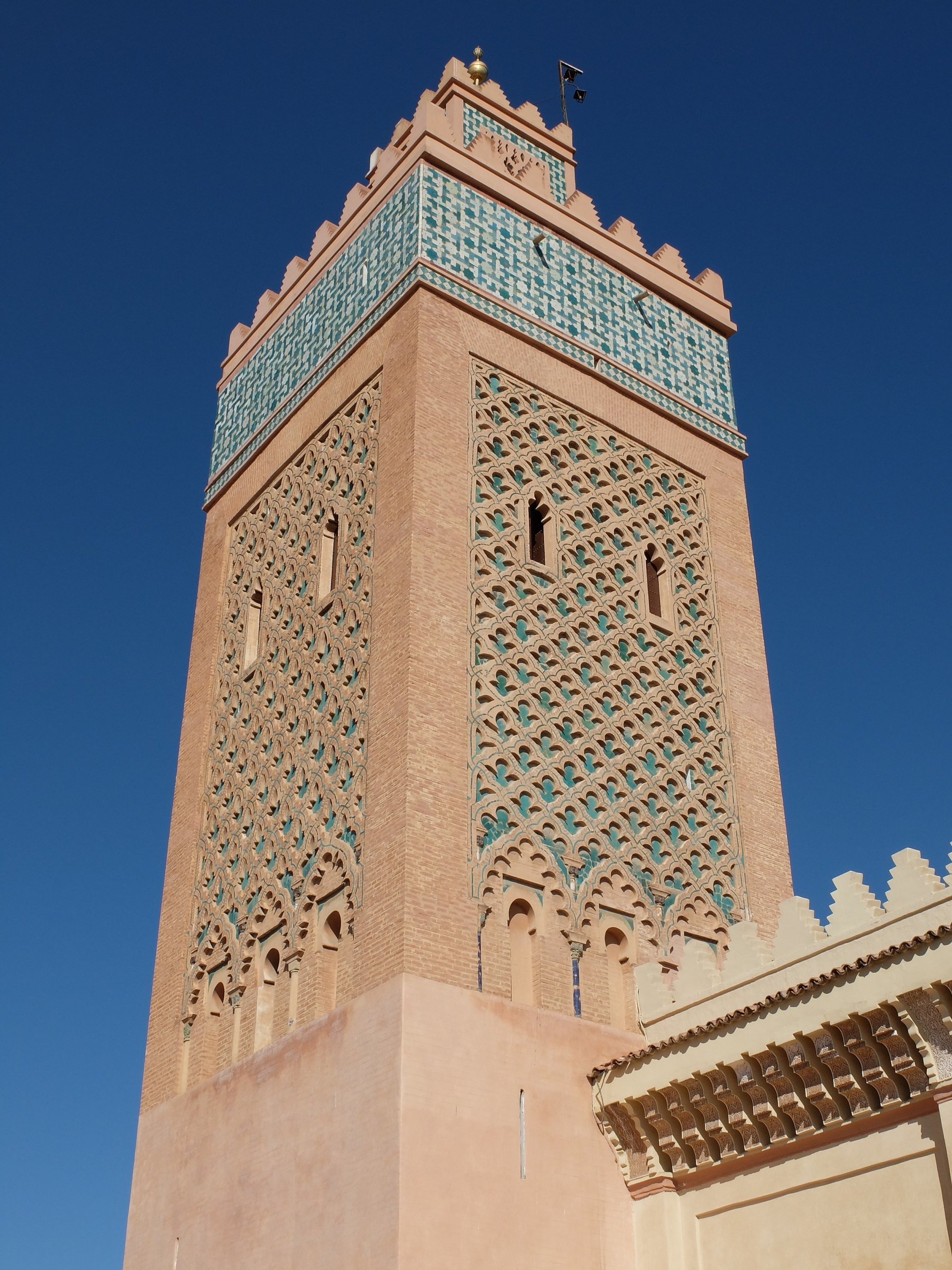
Le minaret.

Le minaret, comme le plus célèbre minaret de la Koutoubia et d'autres minarets au Maghreb, a une base carrée (8,8 mètres par côté) et est divisé verticalement en deux parties: un corps principal et une lanterne beaucoup plus petite (près de 4 mètres par côté). Cela dit, la décoration du minaret de la mosquée de la Kasbah est différente de celle de la Koutoubia et deviendra le prototype de nombreux minarets ultérieurement construits au Maghreb et en Andalousie .
La partie principale du minaret a des murs unis en moellons jusqu'au niveau du toit de la mosquée, le reste du minaret étant en brique. De là, sur chacun des quatre côtés est presque identique, trois arcs outrepassés étroits sont surmontés d'arcs polylobés plus grands ("polylobé" signifiant qu'il est composé de plusieurs demi-cercles plus petits). Entre ces arches se trouvent de minces colonnes engagées qui étaient autrefois toutes recouvertes de faïence colorée (céramique), qui persiste sur certaines d'entre elles. Cet ensemble d'éléments se fond ensuite dans les façades décoratives beaucoup plus grandes au-dessus d'eux. Ces façades présentent un large motif de sebka entrelacé (un motif maghrébin commun qui ressemble de manière variable à des palmettes ou à des fleurs de lys) sculpté en brique et rempli de faïence verte.
Vers la partie supérieure, une grande frise de mosaïque géométrique de zelliges verts et blancs s'enroule autour du minaret, avant de finir dans une couronne de merlons. Entre cette frise de zelliges et les merlons, il y a actuellement une bande horizontale vide qui était remplie par une inscription arabe en carreaux de cuerda seca, avec des lettres sombres (peut-être violettes) sur un fond blanc,. L'inscription était dans une écriture coufique proéminente et mettait à l'honneur la première sourate du Coran, Al-Fatiha. Cette frise n'a pas survécu mais des fragments ont été trouvés lorsque le reste du zellige du minaret a dû être restauré récemment.
Au-dessus de cette partie principale du minaret, la courte lanterne sur le dessus utilise une décoration similaire. Elle est surmontée de trois sphères en cuivre. Une croyance autrefois largement répandue affirmait qu'elles étaient en or pur; une légende qui trouve son origine dans cette mosquée mais qui s'est associée au minaret de la Koutoubia.
Bien que la décoration des quatre côtés du minaret soit presque la même, il existe de subtiles différences entre les façades nord et sud d'une part et les façades est et ouest de l'autre, avec des détails sur les formes du motif sebka et de les arcs polylobés sur la façade inférieure variant légèrement.
Dans la nuit du 8 au 9 septembre 2023, le minaret est partiellement détruit par un séisme.

### Intérieur

#### Cours et plan d'ensemble

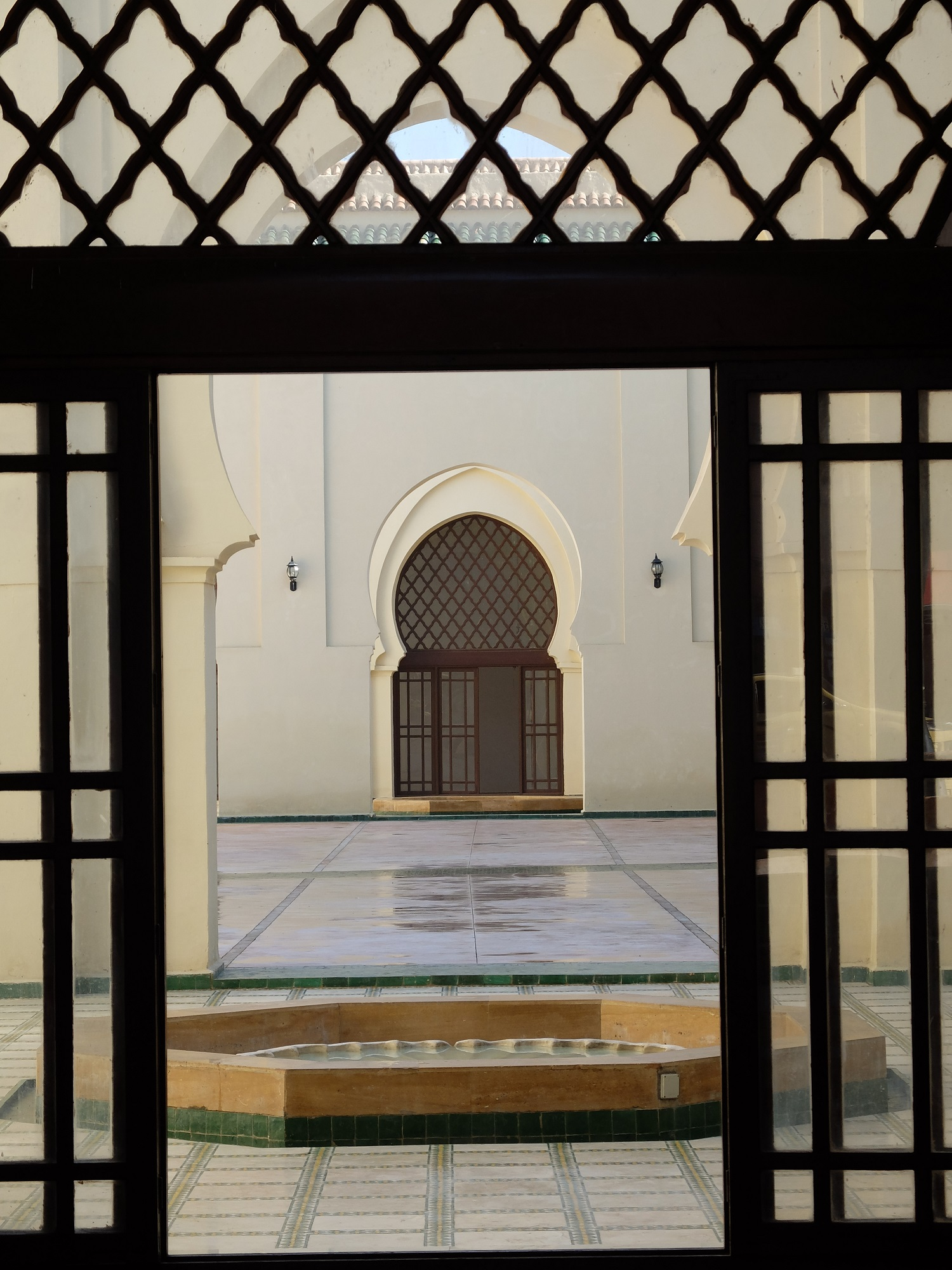
Vue sur les multiples cours.

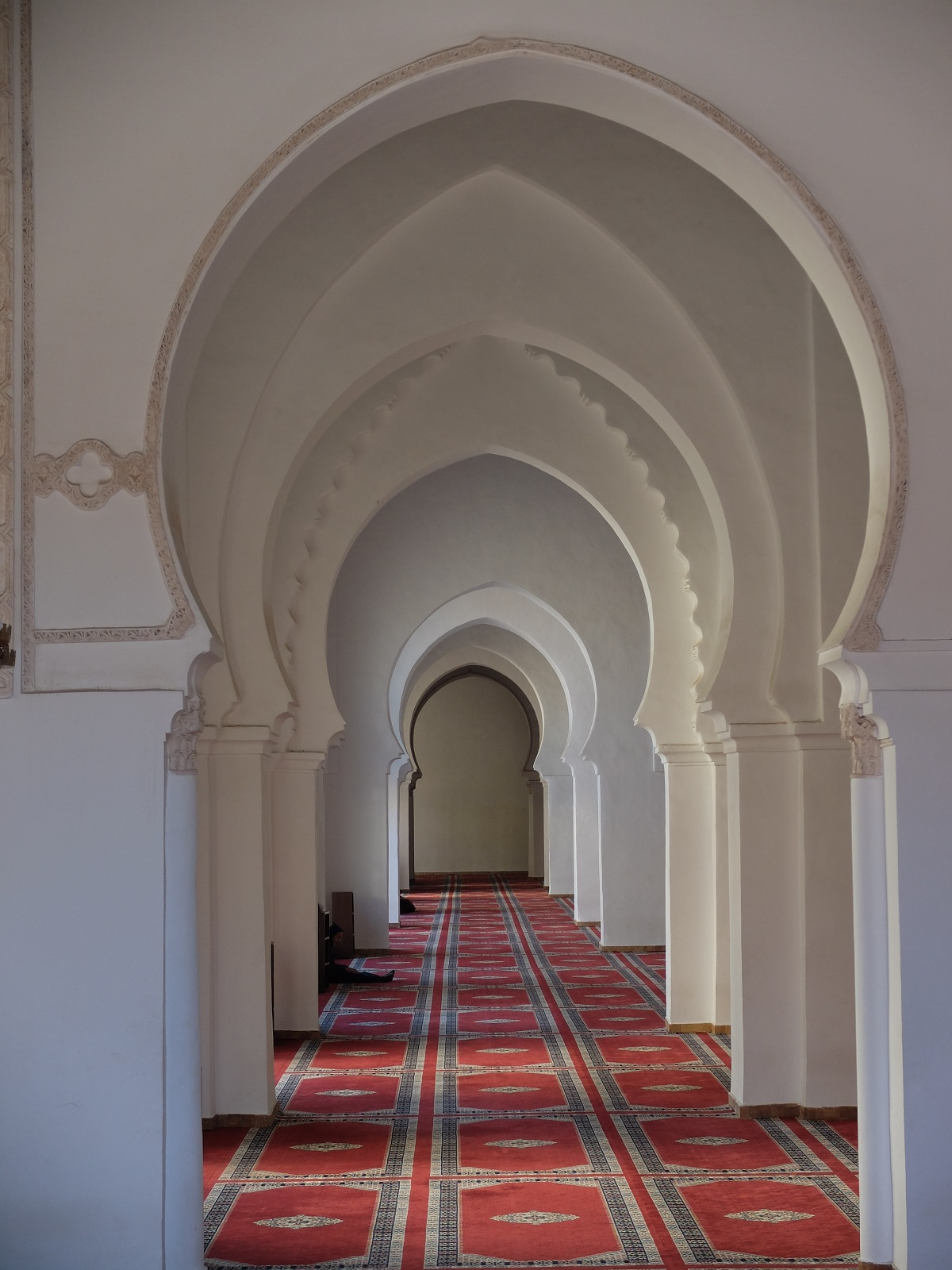
La salle de prière de la mosquée. Les arcs sont tous les mêmes mais certains sont agrémentés d'arcs supplémentaires en trompe-l’œil.

La mosquée a un plan à peu près carré (mais pas tout à fait). Le plan d'étage de la mosquée est remarquable car il est dominé par son imposante cour et car la cour est divisée en cinq parties : une grande cour rectangulaire centrale et quatre petites cours auxiliaires ou secondaires à ses coins. Les quatre petites cours sont placées en deux paires symétriques autour de la cour principale : deux du côté ouest, deux à l'est, et séparées de la cour principale simplement par une série d'arcades. Le grand espace sans toit formé par ces cinq cours est entouré par la salle de prière intérieure d'un côté (au sud) et par une galerie couverte qui longe les trois autres côtés. L'espace entre chaque paire de cours auxiliaires est également occupé par une étroite allée couverte - essentiellement dans le prolongement de la galerie voisine. La cour principale comporte deux fontaines : une au centre et une plus grande plus près de l'entrée nord. Les deux cours secondaires les plus proches de la salle de prière disposent également chacune de leur propre fontaine centrale. Comme dans d'autres mosquées, ces fontaines servent aux ablutions avant la prière.
La salle de prière elle-même est située sur le côté sud de la cour et forme un espace hypostyle avec des rangées d'arches perpendiculaires au mur sud de la mosquée (le mur le plus éloigné de la cour), délimitant trois nefs parallèles au mur. Le mur sud représente la qibla (la direction de la prière), et l'allée la plus proche est délimitée des autres par une autre rangée d'arcs parallèle au mur de la qibla.
Ce plan d'étage est inhabituel par rapport à la disposition classique des mosquées dans le monde islamique occidental (c'est-à-dire le Maghreb et al-Andalus), qui se compose généralement d'une grande cour et d'une salle de prière adjacente généralement plus grande (comme dans l'importante grande mosquée de Cordoue et la mosquée prototypique almohade de Tinmel, par exemple). Néanmoins, la mosquée partage de nombreuses similitudes avec d'autres mosquées almohades ou médiévales de la région, car sa construction était plus ou moins contemporaine avec celle de la mosquée Koutoubia à Marrakech, la tour Hassan à Rabat et la mosquée almohade de Séville (consacrée en cathédrale mais en préservant des éléments comme son minaret, la Giralda). Par exemple, même si les proportions de la salle de prière sont très réduites, l'allée centrale qui mène de la cour au mihrab dans le mur de la qibla et l'allée qui longe le mur de la qibla sont soulignées architecturalement dans leur largeur et leur décoration, une norme caractéristique des mosquées marocaines et andalouses classiques parfois appelées "plan en T" ou "de type T" (parce que les deux allées forment ensemble une forme de "T" sur le plan d'étage) .

#### Décoration intérieure

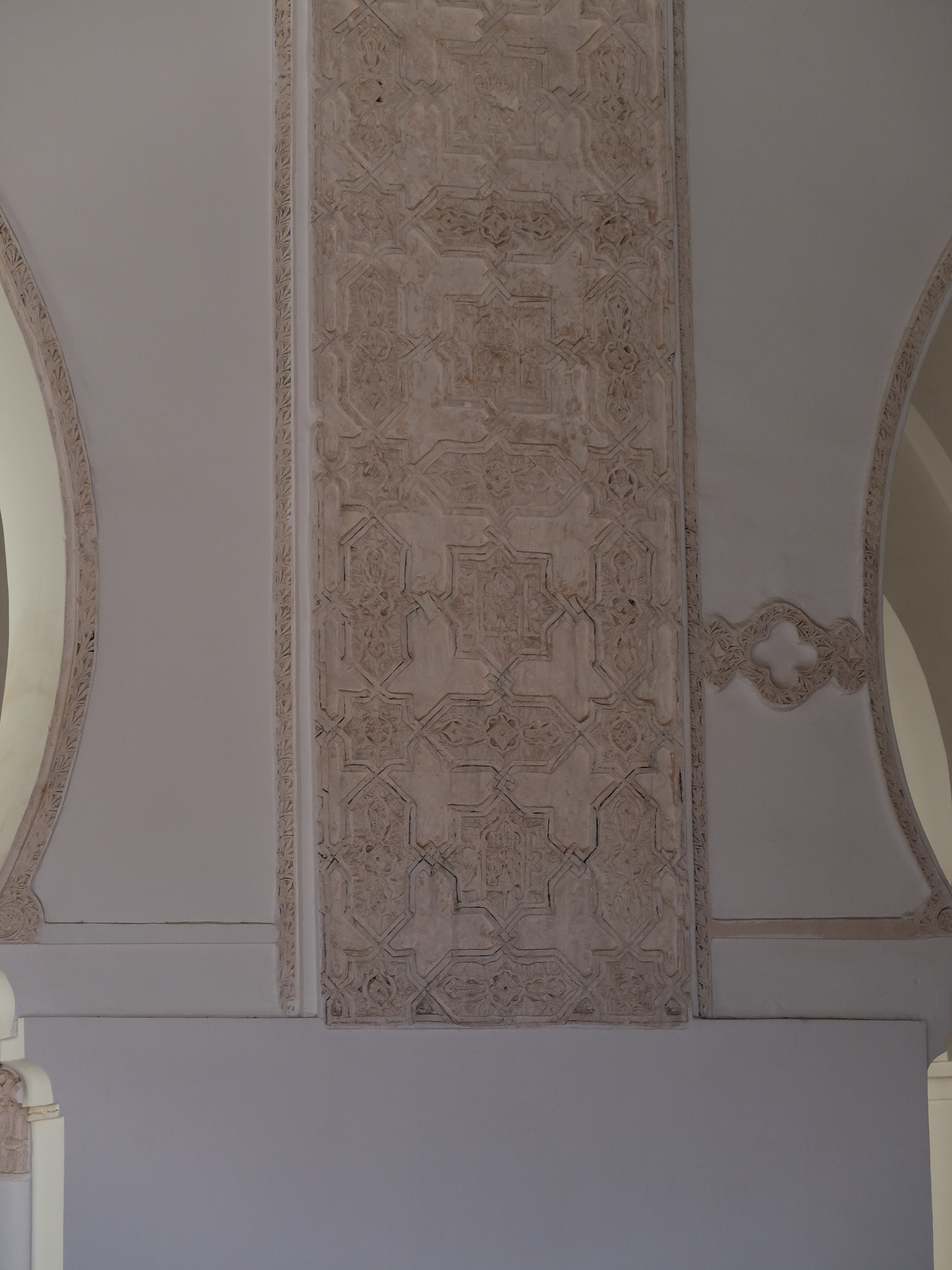
Décoration en stuc autour des arcades de l'allée la plus à l'ouest.

Comme la plupart des mosquées almohades, la mosquée est relativement austère et une grande partie de son effet esthétique à l'intérieur est obtenue par la répétition rythmique d'arches dans la cour et la salle de prière,. Les arches elles-mêmes varient légèrement en forme et en apparence. La plupart sont des arcs en fer à cheval, dont beaucoup sont discrètement ornés de contours sculptés d'arcs pointus ou polylobés. Certains des arcs (autour du mihrab, par exemple) forment des arcs polylobés et "lambrequins" (en forme de muqarnas ) plus élaborés, tous couramment trouvés dans l'architecture mauresque. Certains des piliers des arches comportent également de petites colonnes engagées avec des chapiteaux caractéristiques des périodes almohade et saadienne. De plus, dans les allées extérieures de la mosquée (y compris les galeries autour de la cour), l'espace mural autour des arches est souligné par des bandes et des lignes de stuc sculptées de motifs géométriques et arabesques, très similaires à ceux trouvés dans la mosquée Mouassine et celle de Bab Doukkala de la période saadienne.

#### La zone du mihrab
La zone la plus richement décorée est celle autour du mihrab (une niche dans le mur de la qibla indiquant le sens de la prière). Cette section, qui a été reconstruite et restaurée à la fin du XVIe siècle (période saadienne), conserve probablement le modèle et la disposition de l'époque almohade et ressemble au mihrab d'importantes mosquées almohades comme celle de Tinmel. Cependant, la décoration en stuc qui recouvre le mur autour du mihrab est très similaire à la décoration de mihrabs de bâtiments saadiens comme la médersa Ben Youssef et la mosquée Bab Doukkala, et date donc probablement de la restauration saadienne. Cette décoration présente des arabesques élaborées en haut-relief, avec des pommes de pin et des coquillages figurant dans le répertoire décoratif. Une inscription proéminente en arabe coufique présente la basmala et un passage de la sourate coranique An-Nur. Au-dessous du niveau de la décoration en stuc, douze colonnes engagées de jaspe et de marbre avec des chapiteaux de style omeyyade sont incorporées dans la zone du mihrab. De chaque côté du mihrab se trouvent deux portes donnant accès à de petites chambres, dont l'une était utilisée pour ranger le minbar en bois (une chaire de cérémonie).
Au-dessus et juste devant le mihrab se trouve une grande coupole carrée comportant un dôme de muqarnas finement sculptées et peintes (stalactite ou sculpture géométrique en nid d'abeille). Des coupoles similaires surmontent chaque extrémité de l'allée de la qibla (c'est-à-dire aux coins sud-ouest et sud-est du bâtiment). À l'intérieur de la niche du mihrab elle-même se trouve un autre petit dôme de muqarnas. Les plafonds en bois ailleurs dans la mosquée sont dans un style artesonado typique de l'architecture marocaine et mauresque. Ces coupoles et plafonds datent presque tous de restaurations post-almohades .

#### Le minbar
Tout comme le minbar de la Koutoubia, le minbar de la mosquée de la Kasbah émergeait à l'origine de derrière les portes et avançait à l'aide d'un mécanisme de rails en partie inconnu. Ce mécanisme avait disparu, ou n'était plus fonctionnel à la fin du XVIe siècle. Le minbar lui-même, qui a souffert au fil du temps mais qui est toujours présent aujourd'hui, est plus petit mais très similaire dans le style au célèbre minbar almoravide de la mosquée Koutoubia qui a été conçu au début du XIIe siècle à Cordoue. Il a très probablement été fabriqué par un artisan andalou ou par des artisans marocains suivant la même tradition, et a été commandé par Yaqub al-Mansour, qui souhaitait probablement imiter l'ancien minbar almoravide.
Le minbar est plus petit que son célèbre prédécesseur (mesurant 2,87 mètres de haut, 2,25 mètres de long et 76 centimètres de large) mais affiche également une qualité artistique remarquable. Le minbar est en bois (y compris en ébène et autres bois luxueux), est décoré grâce à un mélange de marqueterie et de décoration sculptée incrustée, tout comme son célèbre prédécesseur. Le motif décoratif principal le long de ses surfaces latérales est centré autour d'étoiles à huit branches, à partir desquelles des bandes décorées d'ivoire et d'incrustations osseuses s'entrelacent et répètent le même motif sur le reste de la surface. Les espaces entre ces bandes forment d'autres formes géométriques qui sont emplies de panneaux de bois d'arabesques finement sculptées.

### L'orientation de la mosquée
La mosquée, comme les autres mosquées almohades et médiévales du monde islamique occidental, n'est pas réellement orientée vers la vraie qibla (c'est-à-dire la direction de La Mecque). Sa qibla est orientée vers le sud et nécessiterait une rotation anti-horaire de 89 degrés vers l'est afin de correspondre à l'orientation standard de la qibla utilisée dans les mosquées modernes. Cela est dû aux débats historiques sur la direction de la qibla dans les pays islamiques lointains occidentaux comme le Maroc et l'Espagne. En conséquence, l'orientation de la qibla des mosquées de Marrakech varie en fonction de la période historique de leur construction.